# Ботові
Ботові (Bothidae) — родина камбалоподібних риб (Pleuronectiformes). Більшість видів лежать на морському дні на правому боці, а обоє очей знаходяться на лівій стороні. Родина також відрізняються наявністю шипів на морді та біля очей.
Ботові камбали значно варіюватися в розмірах між видами, від 4,5 см до 1,5 м у довжину. Мешкають в тропічних і помірних регіонах Атлантичного, Індійського і Тихого океанів.
Вони харчуються дрібною рибою і донними безхребетними. Вони відкладають пелагічні яйця, що дрейфують з краплею жиру у відкритій воді. Деякі види мають велике економічне значення.

## Класифікація
В родині є 158 видів розподілених у 20 родах:
Arnoglossus

Asterorhombus

Bothus

Chascanopsetta

Crossorhombus

Engyophrys

Engyprosopon

Grammatobothus

Japonolaeops

Kamoharaia

Laeops

Lophonectes

Monolene

Neolaeops

Parabothus

Perissias

Psettina

Taeniopsetta

Tosarhombus

Trichopsetta

## Галерея

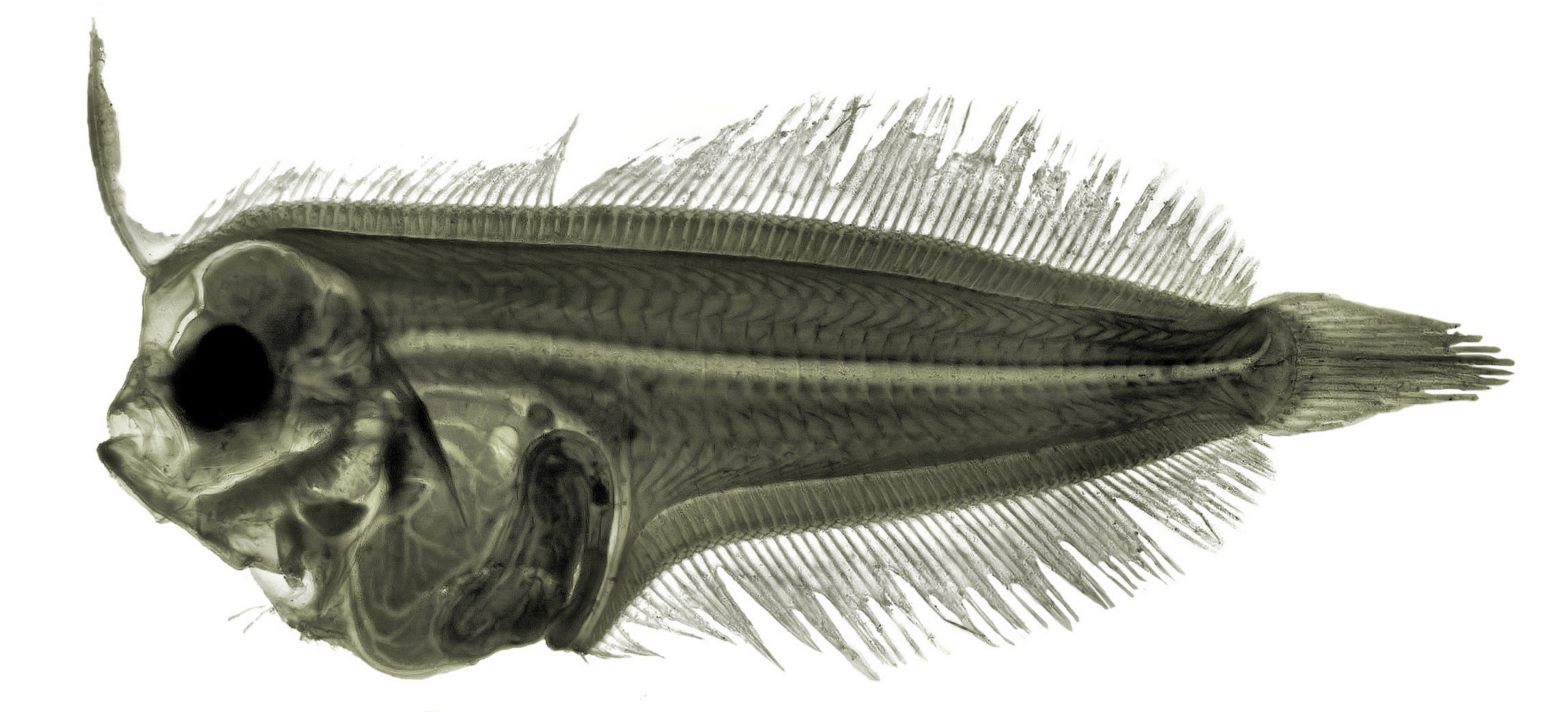
Личинка Arnoglossus laterna
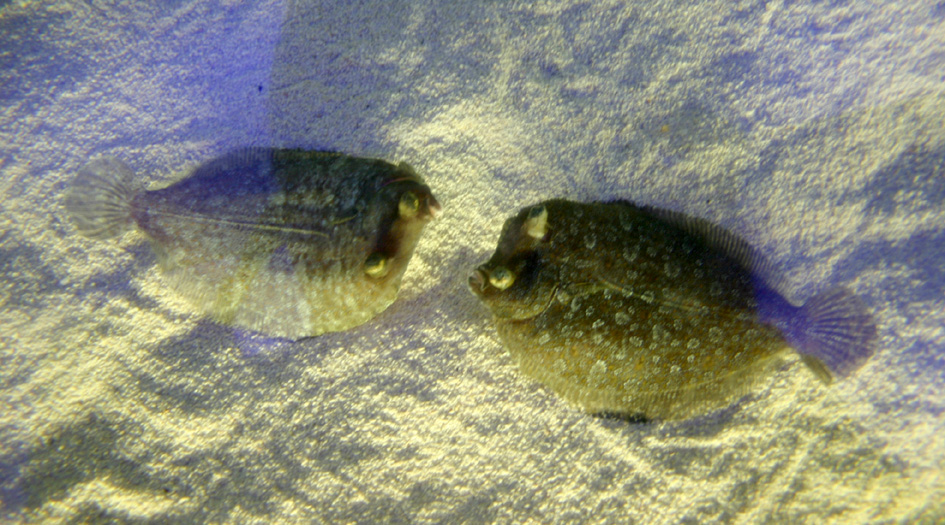
Bothus podas
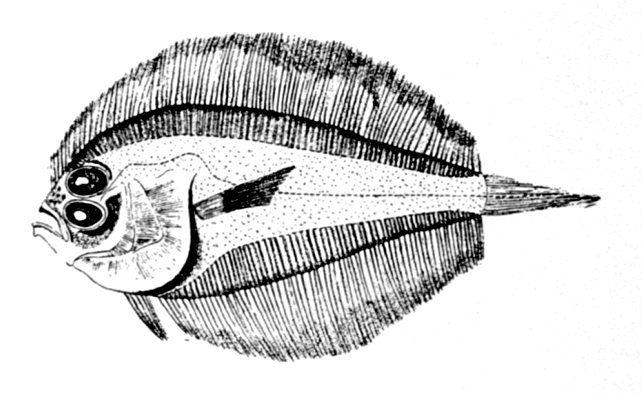
Laeops macrophthalmus
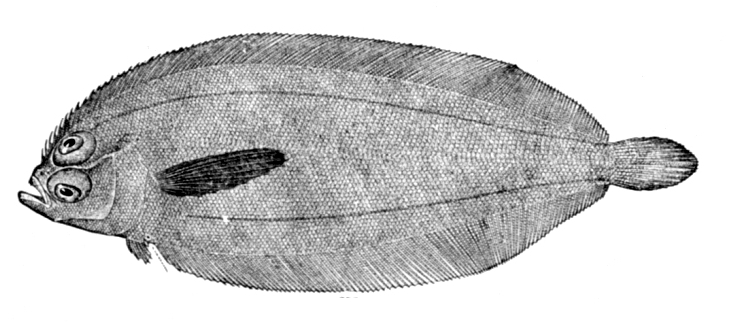
Monolene atrimana
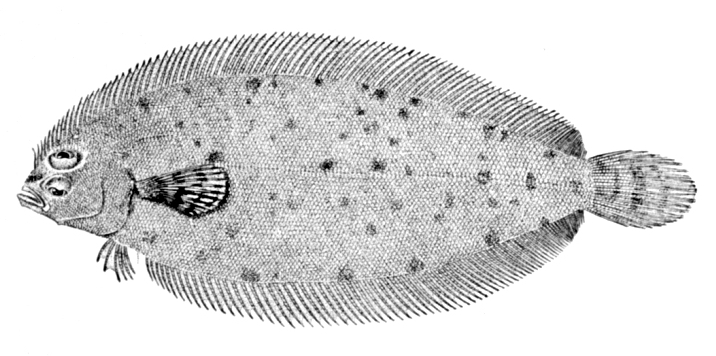
Monolene sessilicauda
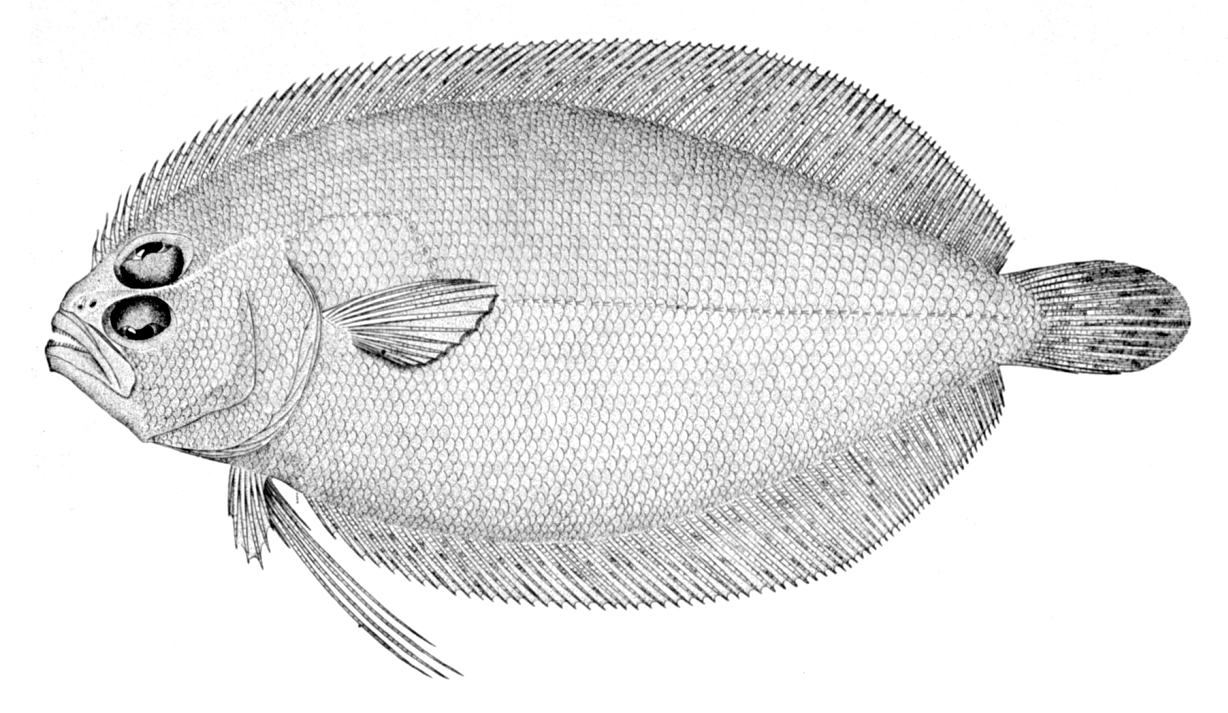
Trichopsetta ventralis
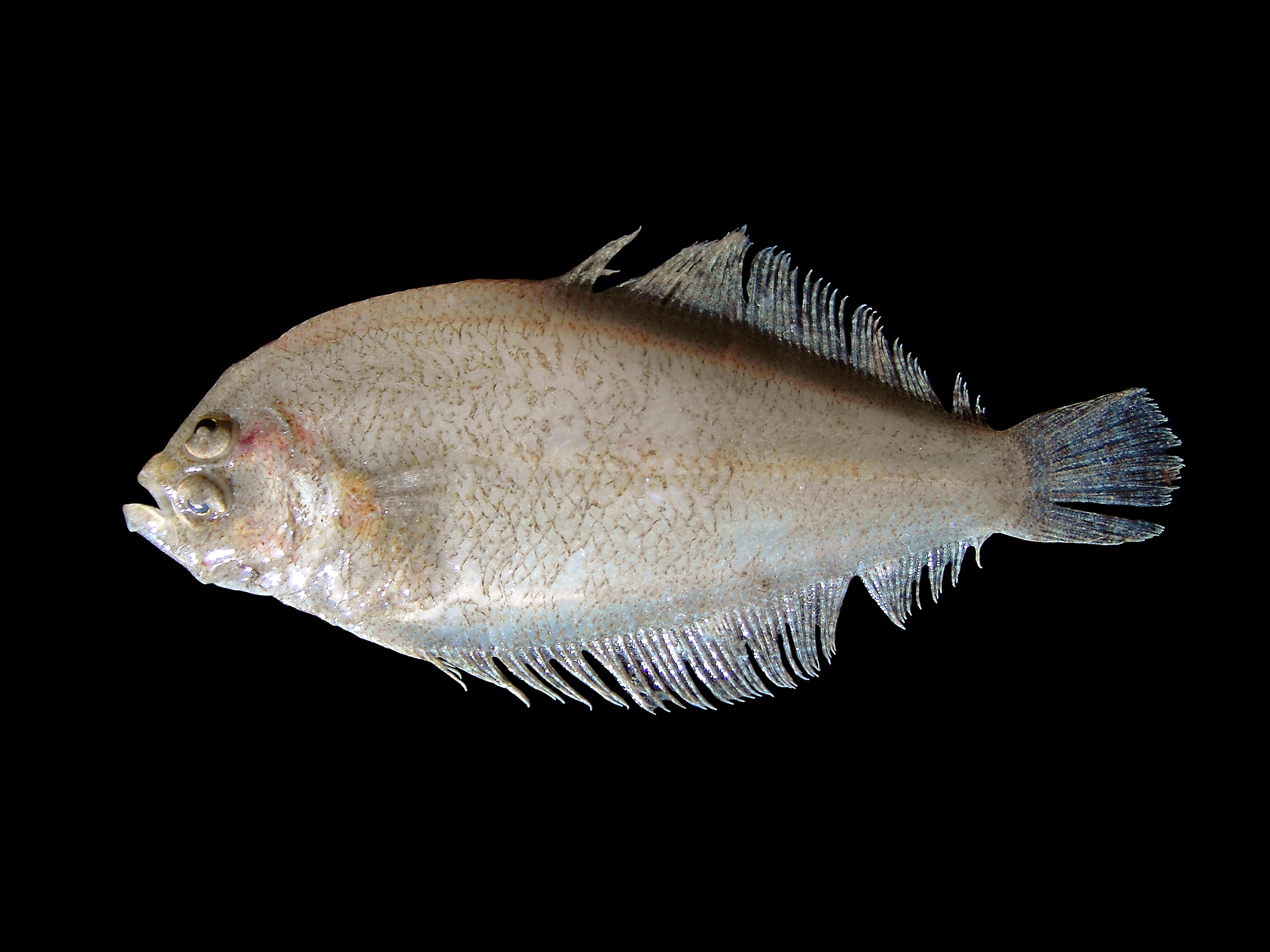
Арноглось середземноморська (Arnoglossus laterna)
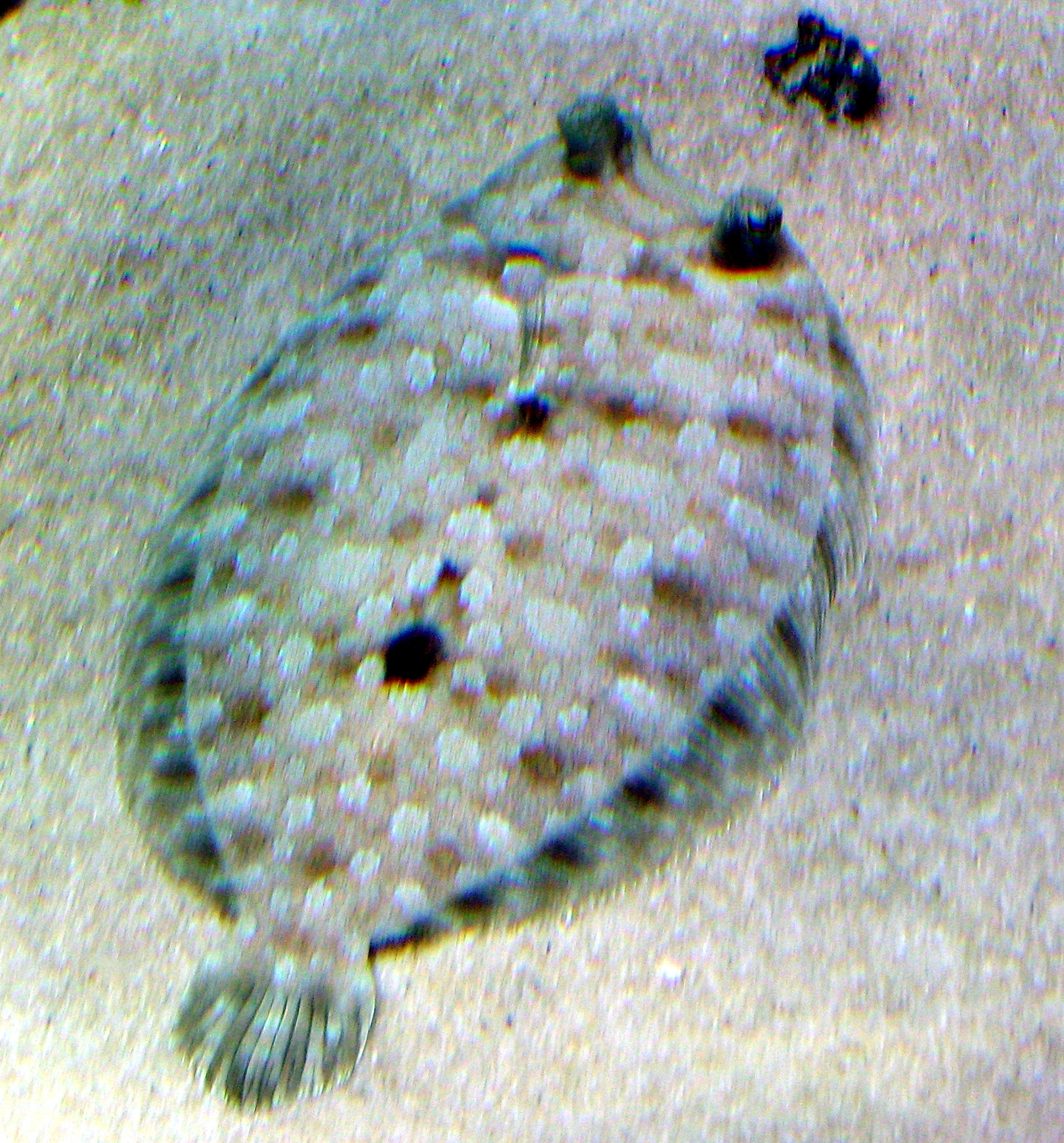
Bothus podas
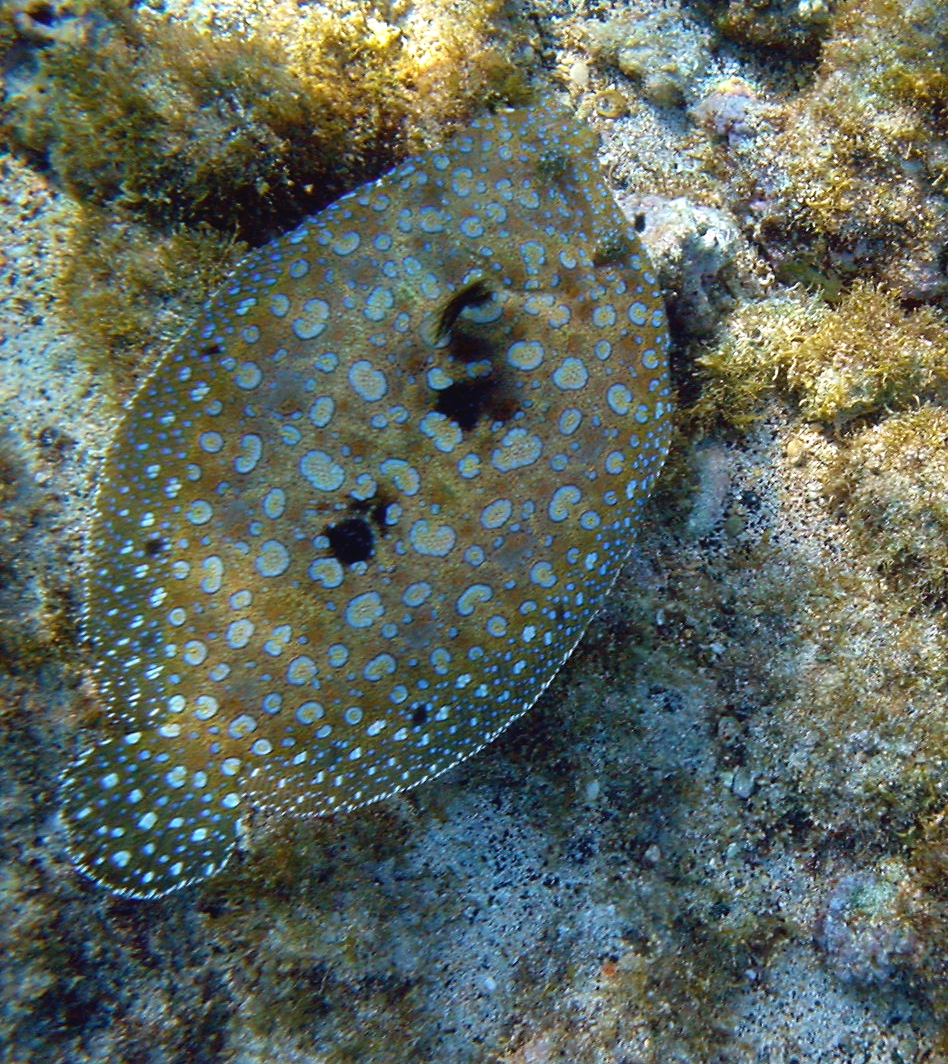
Bothus mancus